# Kardinaal-bisschop

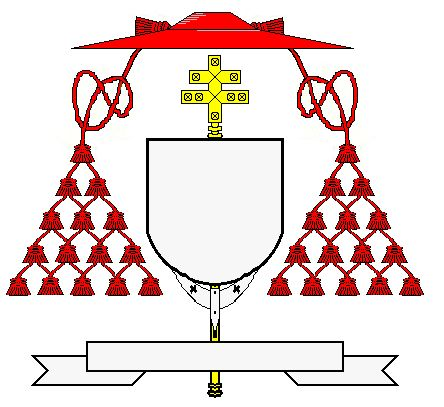

Een kardinaal-bisschop behoort tot het College van Kardinalen en wordt gerekend tot de hoogst geplaatste kardinalen binnen de Rooms-Katholieke Kerk, boven de kardinaal-priester en kardinaal-diaken.

## Geschiedenis

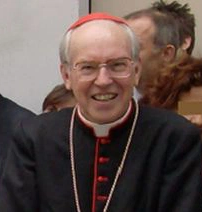
Kardinaal-bisschop Giovanni Battista Re, deken

De titel "kardinaal-bisschop" ontstond in de 11e eeuw. In 1059 bepaalde paus Nicolaas II in zijn bul In nomine Domini dat de paus alleen gekozen kon worden door de kardinaal-bisschoppen. Paus Alexander II breidde met zijn decreet Licet de vitanda, dat werd uitgevaardigd tijdens het Derde Lateraans Concilie, de keuze uit naar alle kardinalen.
 …om schisma’s in de toekomst te voorkomen, zullen alleen de kardinalen het recht hebben om de paus te kiezen, en 2/3 van hun stemmen zullen nodig zijn voor de geldigheid van zo’n verkiezing…. (vertaald uit Latijn)
Paus Paulus VI publiceerde op 11 februari 1965 een motu proprio, Ad purpuratorum patrum collegium, waarin de procedure werd geregeld bij een benoeming tot kardinaal van patriarchen van de met de Rooms-Katholieke Kerk verbonden oosters-katholieke Kerken. Zij worden ook wel aangeduid als kardinaal-patriarch. Een kardinaal-patriarch bezit geen actief en passief kiesrecht bij een stemming over een benoeming tot deken van het College van Kardinalen. 
Tot 2018 had het begrip "kardinaal-bisschop" verder enkel betrekking op de kardinalen die de titulaire bisschoppen van een van de zeven suburbicaire bisdommen waren. Op 26 juni 2018 opende paus Franciscus de mogelijkheid kardinalen in deze rang te benoemen zonder toekenning van een suburbicair bisdom.
Het daadwerkelijk bestuur van een suburbicair bisdom ligt in de handen van een aangestelde bisschop, zoals bepaald werd door paus Johannes XXIII in 1962 in zijn bul Suburbicariis sedibus. Er is echter een suburbicair bisdom dat niet door een bisschop wordt bestuurd: de kardinaal-vicaris dient als apostolische administrator van het suburbicair bisdom Ostia. Kardinaal-bisschoppen met een suburbicair bisdom hebben geen titelkerk.

## Huidige kardinaal-bisschoppen
De huidige kardinaal-bisschoppen zijn in de onderstaande tabel weergeven.
| Naam                                    | Consistorie | Kardinaal-bisschop sinds | Geboorte- datum  | Suburbicair bisdom          | Nationaliteit | Stemrecht conclaaf |
| --------------------------------------- | ----------- | ------------------------ | ---------------- | --------------------------- | ------------- | ------------------ |
| Giovanni Battista Re (deken sinds 2020) | 2001        | 1 oktober 2002           | 30 januari 1934  | Sabina-Poggio Mirteto Ostia | Italië        | nee                |
| Leonardo Sandri (vicedeken sinds 2020)  | 2007        | 28 juni 2018             | 18 november 1943 | geen                        | Argentinië    | nee                |
| Francis Arinze                          | 1985        | 25 april 2005            | 1 november 1932  | Velletri-Segni              | Nigeria       | nee                |
| Tarcisio Bertone                        | 2003        | 10 mei 2008              | 2 december 1934  | Frascati                    | Italië        | nee                |
| José Saraiva Martins                    | 2001        | 24 februari 2009         | 6 januari 1932   | Palestrina                  | Portugal      | nee                |
| Pietro Parolin                          | 2014        | 28 juni 2018             | 17 januari 1955  | geen                        | Italië        | ja                 |
| Marc Ouellet                            | 2003        | 28 juni 2018             | 8 juni 1944      | geen                        | Canada        | nee                |
| Fernando Filoni                         | 2012 (1)    | 28 juni 2018             | 15 april 1946    | geen                        | Italië        | ja                 |
| Luis Antonio Tagle                      | 2012 (2)    | 1 mei 2020               | 21 juni 1957     | Albano                      | Filipijnen    | ja                 |
| Beniamino Stella                        | 2014        | 1 mei 2020               | 18 augustus 1941 | Porto-Santa Rufina          | Italië        | nee                |
| Béchara Boutros Raï                     | 2012 (2)    | 24 november 2012         | 25 februari 1940 | nvt                         | Libanon       | nee                |
| Louis Raphaël I Sako                    | 2018        | 28 juni 2018             | 4 juni 1948      | nvt                         | Irak          | ja                 |